# Arthropodium curvipes
Arthropodium curvipes är en sparrisväxtart som beskrevs av Spencer Le Marchant Moore. Arthropodium curvipes ingår i släktet Arthropodium och familjen sparrisväxter. Inga underarter finns listade i Catalogue of Life.